# Пальмирівка
Пальми́рівка (з кінця XVIII ст. до 20-х років XX ст. — Пальми́ра) — село в П'ятихатській міській громаді Кам'янського району Дніпропетровської області України.
Колишній центр Пальмирівської сільської ради. Населення — 514 мешканців.

## Географія

### Розташування
Село розташоване на півночі Кам'янського району Дніпропетровської області, у степовій зоні України. Географічно воно лежить на досить цікавому місці, а саме — на перетині шляхів, що пролягли по найдовшій широті зі сходу на захід та по найдовшій довготі з півночі на південь через всю Україну: 48 градусів 30 хвилин північної широти 33 градуси 45 хвилин східної довготи.

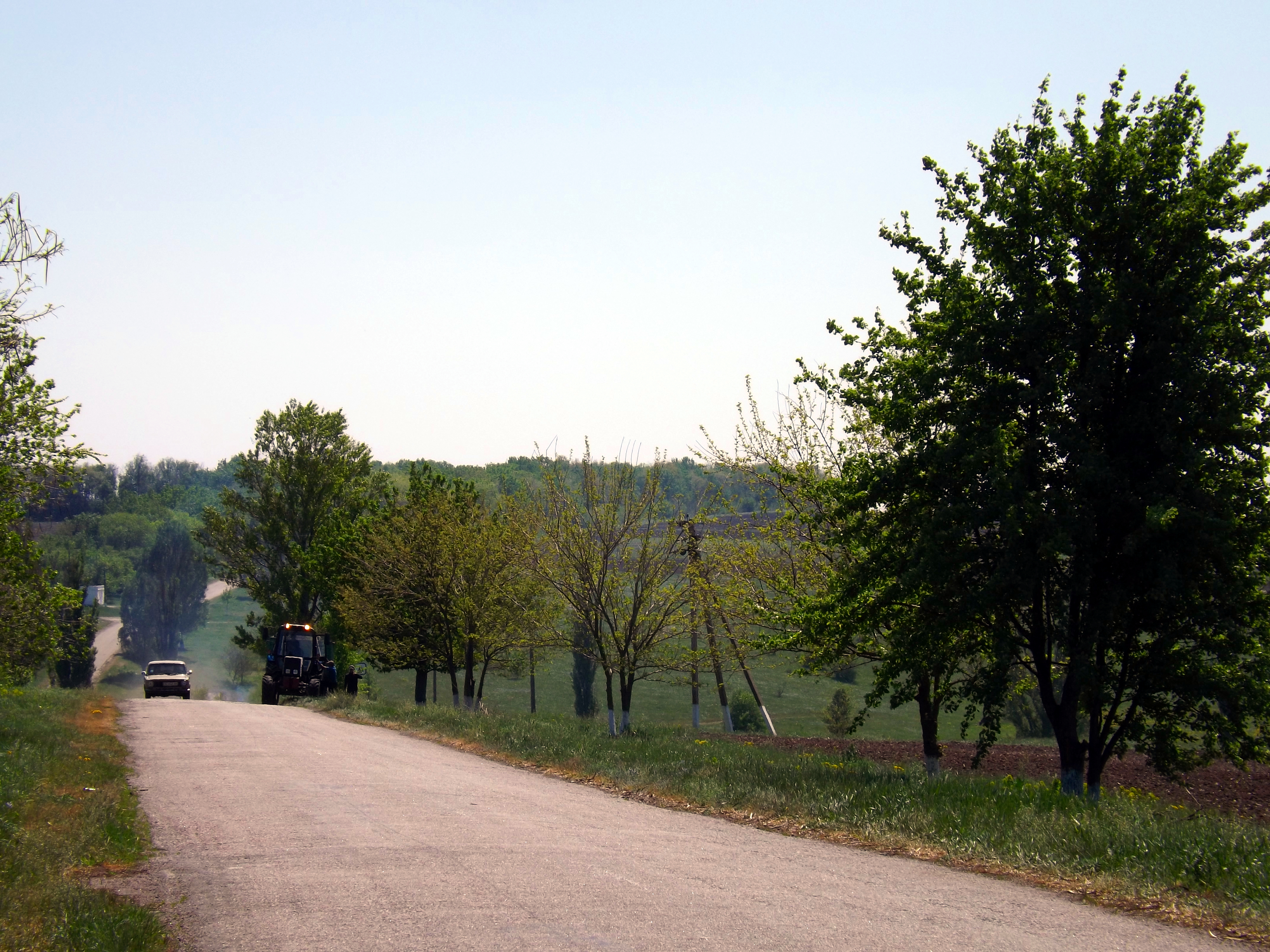
В'їзд до села з північного боку
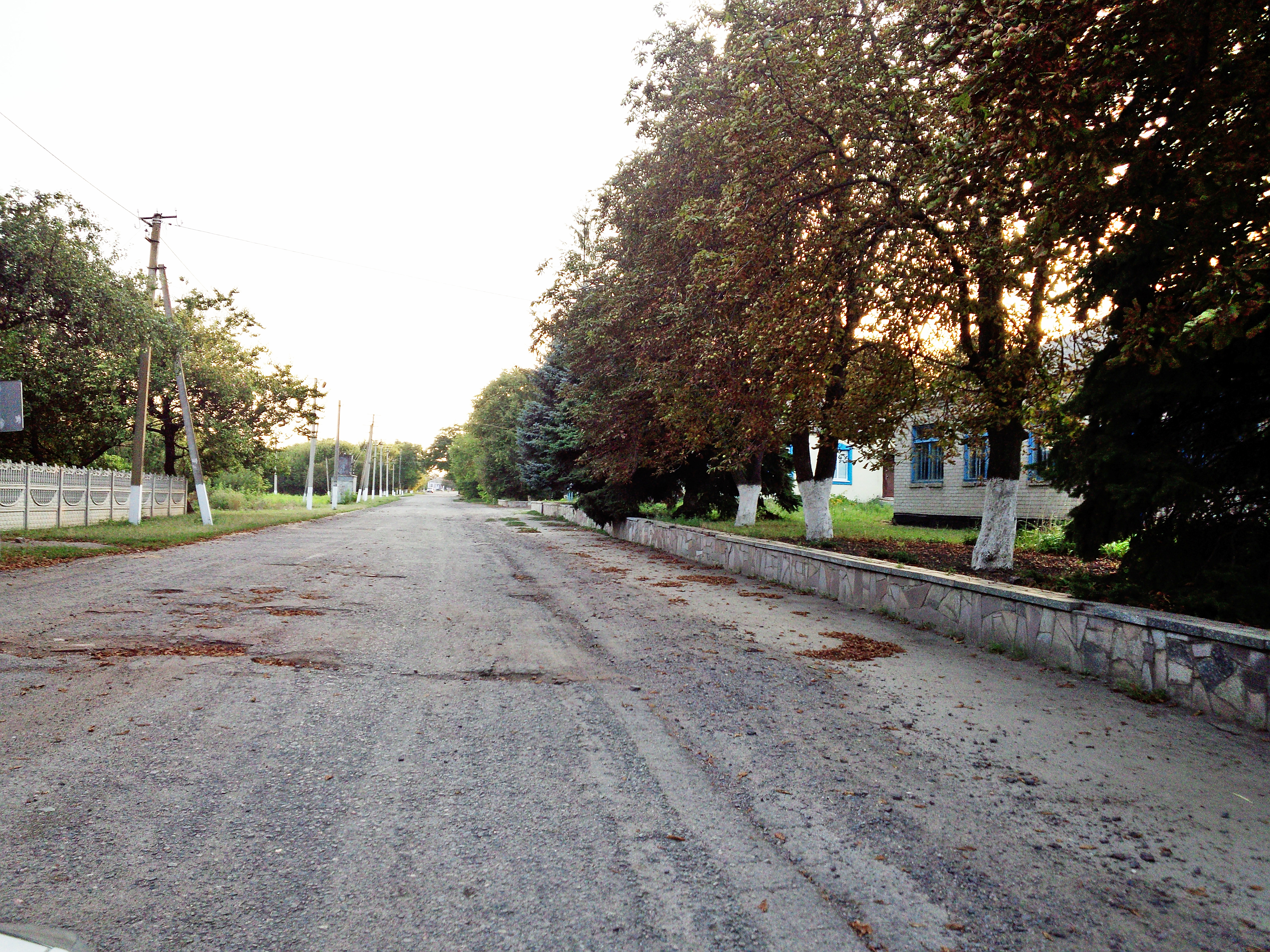
Вулиця Центральна. Ліворуч знаходиться будівля школи
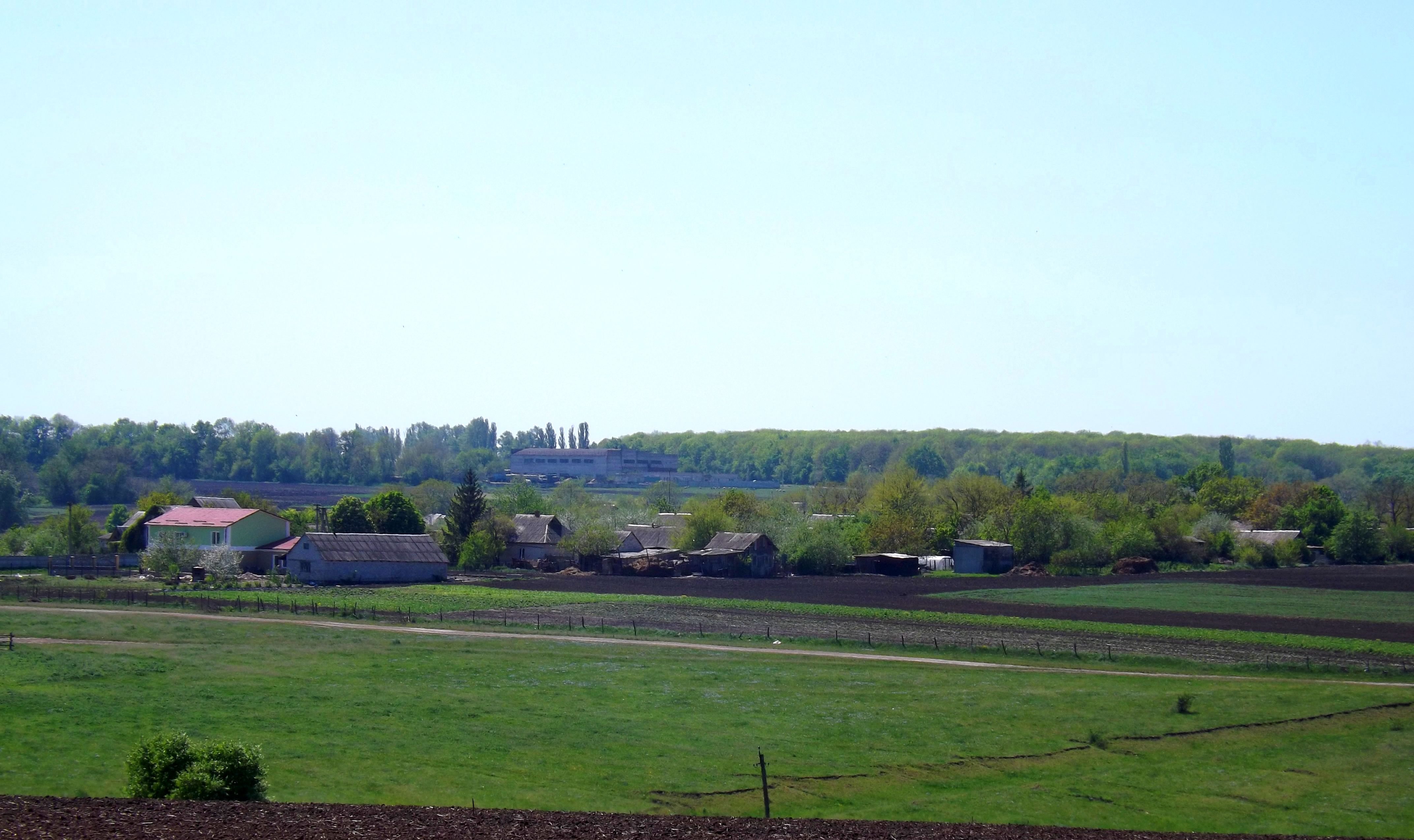
Вулиця Центральна - вигляд з П'ятихатської траси

### Гідрологія
Село Пальмирівка розташоване на одному з витоків річки Комісарівка, нижче за течією на відстані 0.5 км розташоване село Нововасилівка. Річка в цьому місці звивиста, часто пересихає, на ній зроблені кілька ставків. Село має три штучних ставки: Середній, Ливинівський та Василівський (місцеві назви).

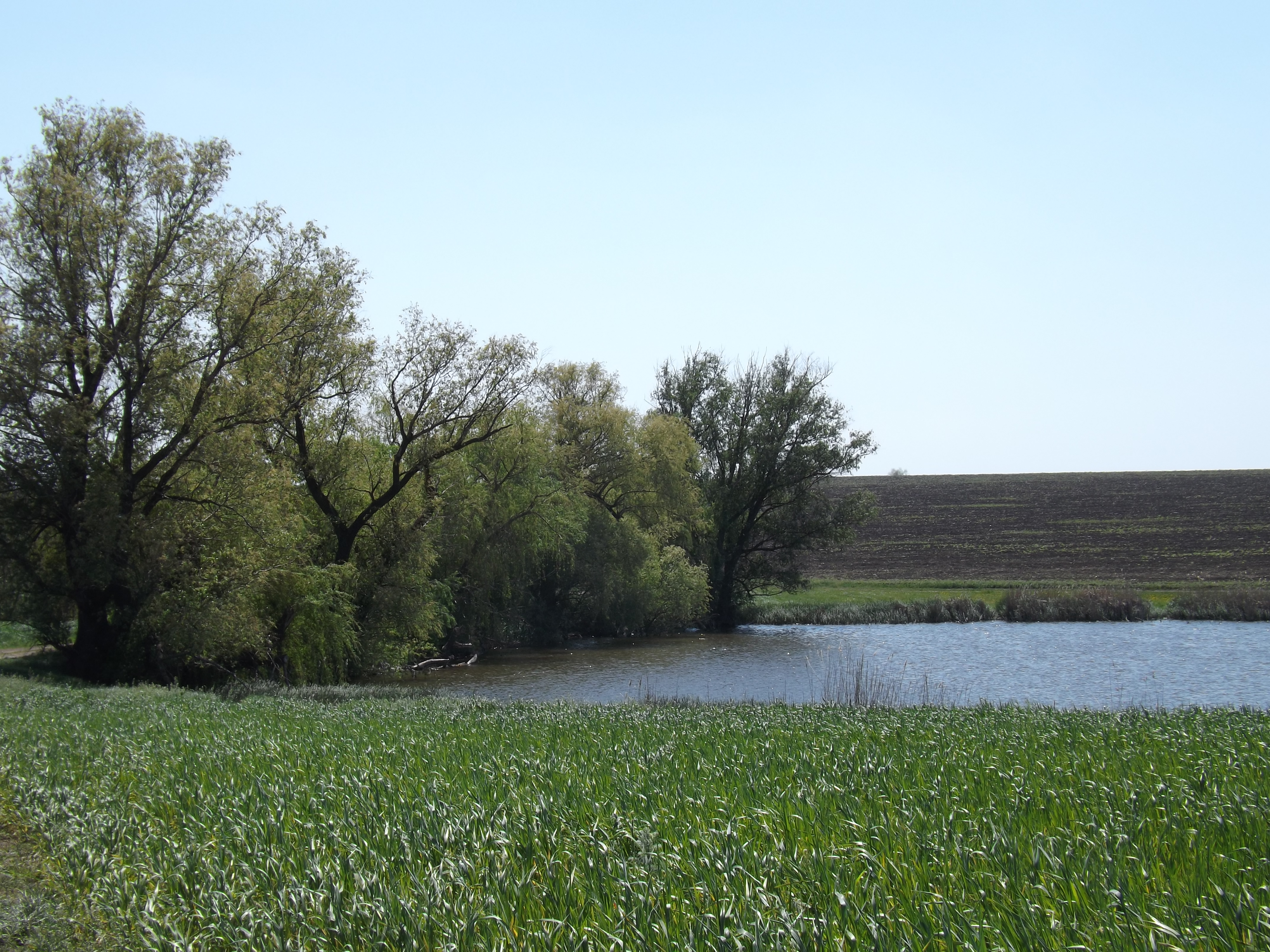
Гребля через ставок Ливинівський
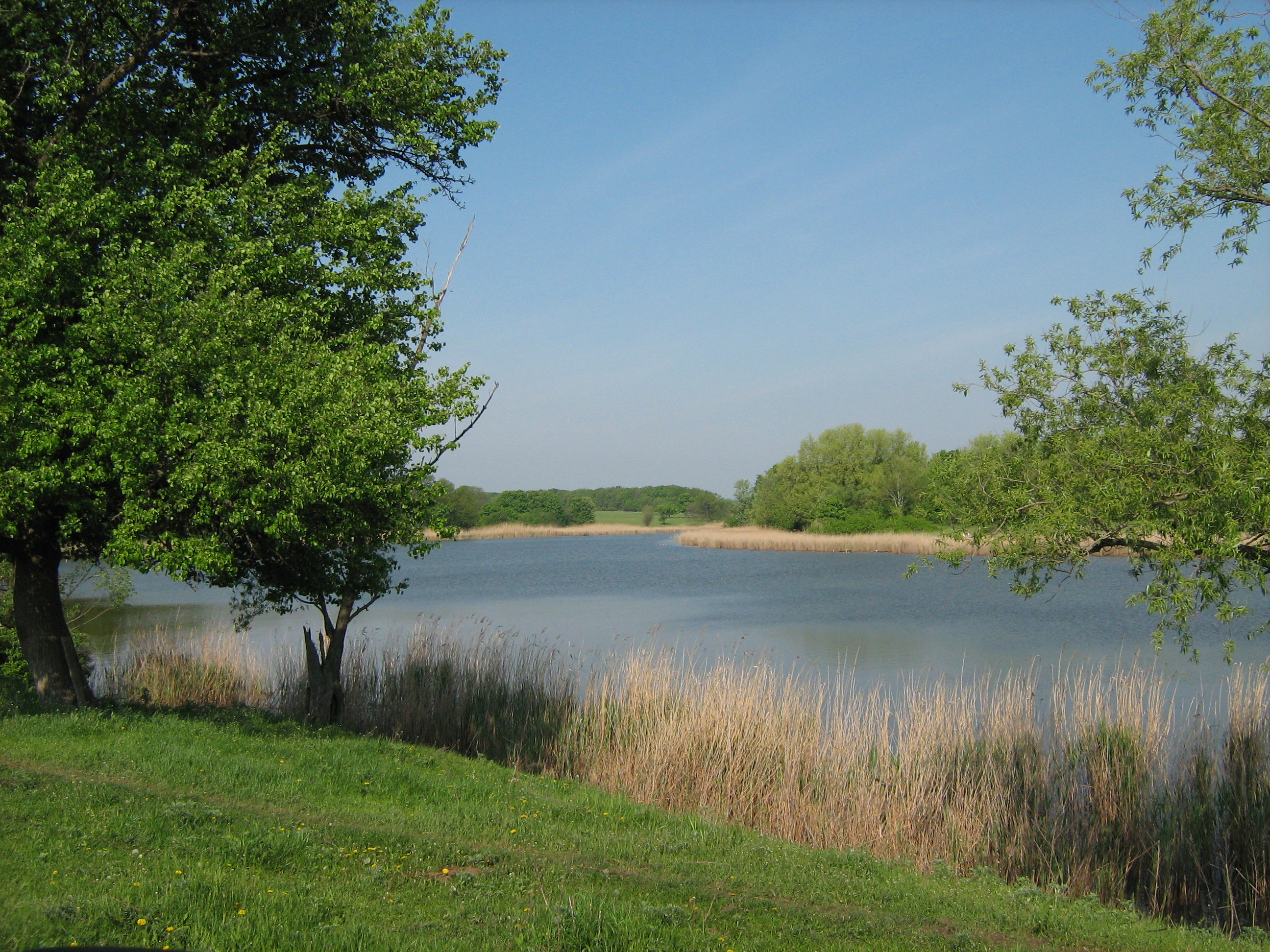
Ставок Середній
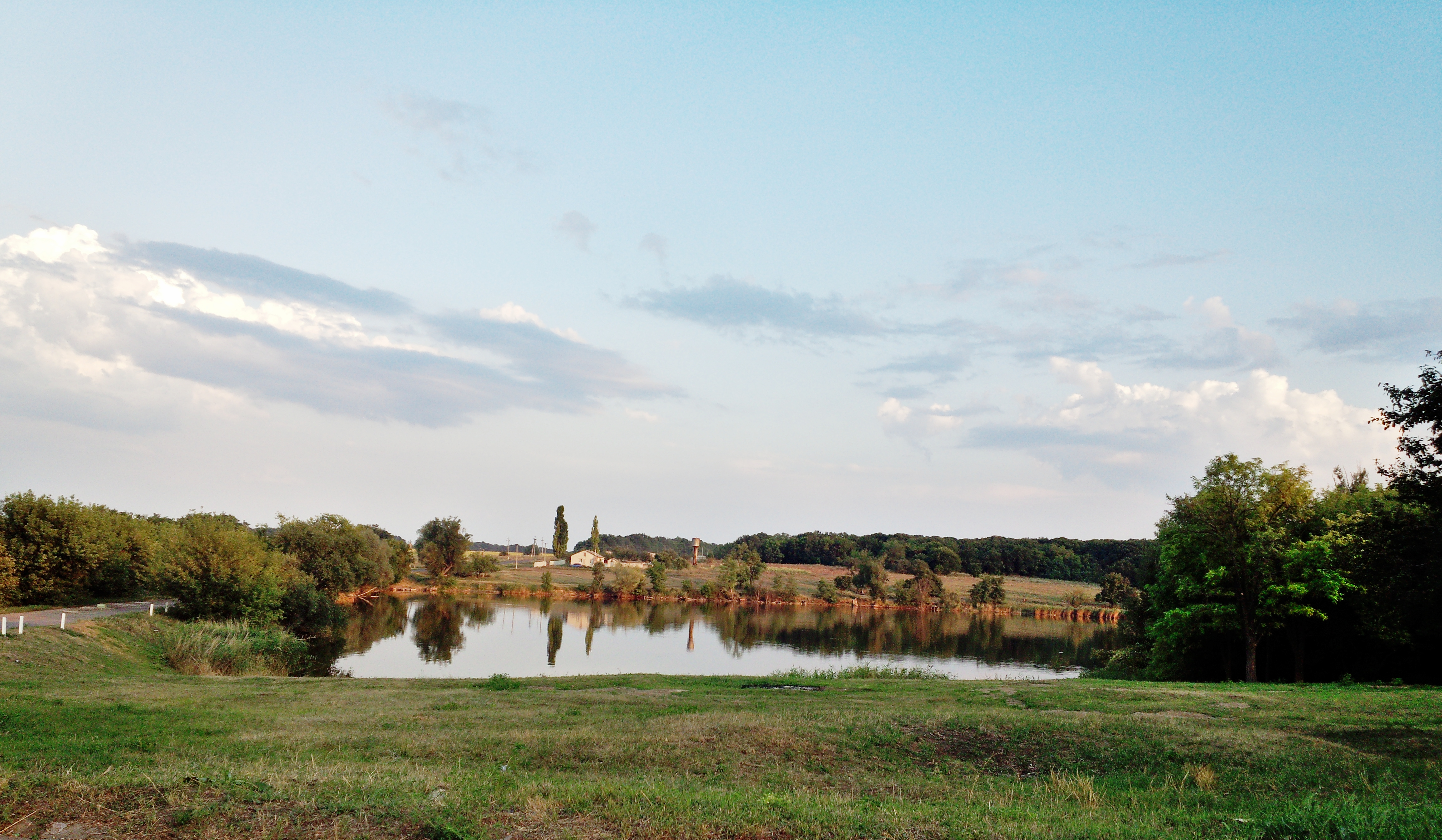
Ставок Середній. Вигляд з боку Центральної вулиці
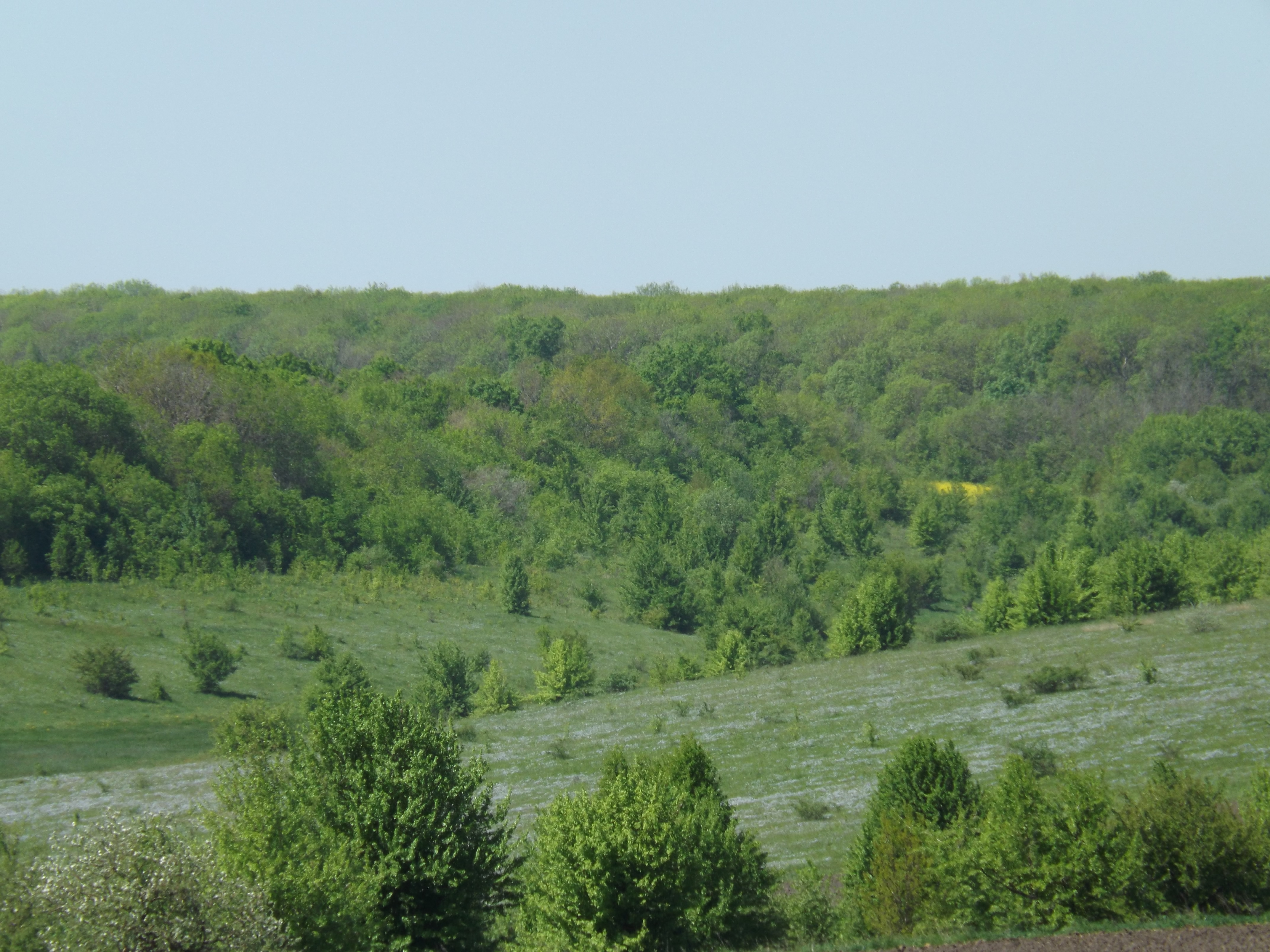
Балка на межі Залісянського лісу

### Клімат
Клімат — степовий, атлантично-континентальний, який характеризується спекотним посушливим літом і помірно м'якою з частими відлигами зимою.

## Заклади соціально-культурної сфери

### Освітні заклади
| № | Назва                     | Адреса                              |
| - | ------------------------- | ----------------------------------- |
| 1 | Пальмирівська ЗШ І-ІІ ст. | с. Пальмирівка, вул. Центральна, 47 |

### Заклади охорони здоров'я
| № | Назва              | Адреса                              |
| - | ------------------ | ----------------------------------- |
| 1 | Пальмирівський ФАП | с. Пальмирівка, вул. Центральна, 38 |

### Культурні заклади
| № | Назва                                                                    | Адреса                              |
| - | ------------------------------------------------------------------------ | ----------------------------------- |
| 1 | Пальмирівський Будинок культури                                          | с. Пальмирівка, вул. Центральна, 44 |
| 2 | Пальмирівська публічна сільська бібліотека — філія № 23 Пятихатської ЦБС | с. Пальмирівка, вул. Центральна, 44 |

### Найбільші підприємства
| № | Назва                              | Адреса                                |
| - | ---------------------------------- | ------------------------------------- |
| 1 | ТОВ «ГРАН П»                       | с. Пальмирівка, вул. Центральна, 51-А |
| 2 | Фермерське господарство «Знахідка» | с. Пальмирівка, вул. Центральна, 52-Б |

## Історія, персоналії та визначні місця

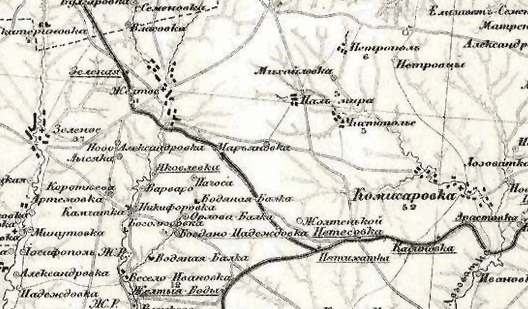
Історична карта П'ятихатського району з селом Пальмира (поч. ХХ ст.)

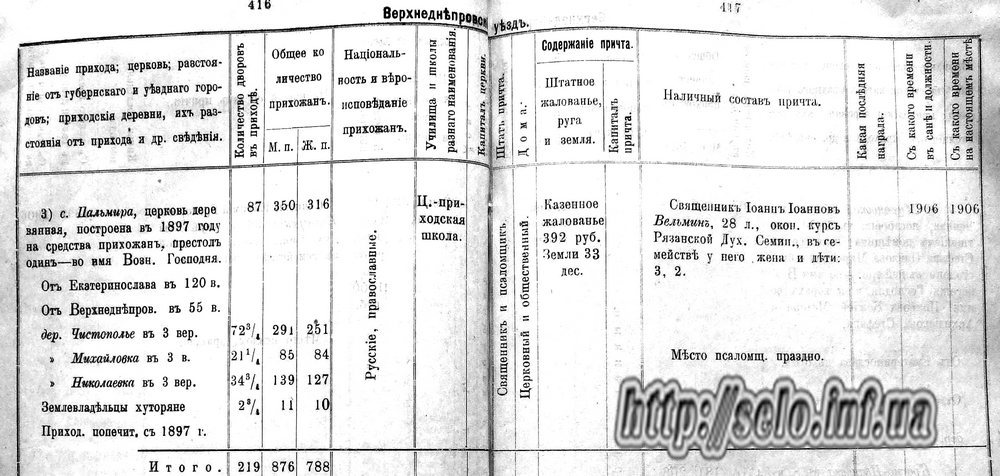
Згaдкa про Вознесенську церкву

На північних околицях села навесні 1648 року розпочалася Жовтоводська битва, хоча саме село було засноване на століття пізніше. Приблизна дата заснування Пальмирівки — кінець XVIII століття — початок XIX століття. Населення переважно утворене переселенцями з тодішньої Чернігівської губернії. Селяни займалися землеробством і ремеслами — теслярством, бондарством, кравецтвом.
Засновником села вважається Вишневський з давнього Чернігівського роду. До 1888 року господарство Вишневських занепало і у 1888 році після смерті Вишневського вдова засновника Віра Вишневська (свідчень про місце народження немає, але відомо що померла у Харкові) з великими боргами від першого чоловіка виходить заміж за Коцебу Петра Оттовича, німця за походженням. Від першого шлюбу у Віри було 10 дітей. У другому шлюбі від зв'язку з працівником маєтку народилась Надія Львівна Вишневська (1894—1927). Помер Петро Оттович 8 грудня 1911 року за старим стилем і 20 грудня 1911 року за новим стилем. Похований зі східного боку церкви в селі Пальмира, Катеринославської губернії.
Протягом цього періоду, кінець XIX — початок XX ст., на півдні України відбувається розвиток промисловості, зародження капіталістичних відносин. За п'ять верст від маєтку ведеться будівництво залізниці. Багато гостей було в маєтку: інженери-будівельники залізниці і інші відомі люди (за спогадами очевидців). Відвідують маєток Дмитро Іванович Яворницький (відомий історик, етнограф), Олександр Поль (дослідник Криворізького Залізорудного Басейну). З листа О. Поля до Д. Яворницького: «Поміщика Ів. Дм. Яковлєва я вже згадав. З тих поміщиків, які мешкають неподалік від Княжих Байраків, гадаю, ви знайдете гостинний прийом і певні вказівки: 1. У Григорія Григоровича Байдака, 2. У Адмірала Коцебу, село якого Пальмира знаходиться за 6 верст від згаданого трактиру Вишневського…»
Станом на 1859 рік населення Пальмири становило: 62 двори тa 427 осіб (210 чоловіків та 217 жінок).
Через два роки після проголошення царського маніфесту про скасування кріпосного права у серпні 1863 року між поміщиком (Вишневським) і кріпаками укладено уставну грамоту, у якій зазначалась кількість землі, виділеної на викуп для селян, вказувався розмір повинностей і порядок їх виконання. Всього за уставною грамотою селянам було відведено 642 десятини землі. Після реформи в селі почали зростати окремі фермерські господарства. Поряд з землеробством, багато господарств займалися різними промислами — ткацьким, кравецьким, шевським, теслярським, ковальським. Вони виробляли полотно, сукно, шили одяг, взуття та інше. Найбільше був розвинений ткацький промисел, ним займалися члени 12 родин. Ремісники збували продукцію на ярмарках Жовтого і Саксагані, а також задовольняли потреби односельчан.
У 1906 році було відкрито однокласну церковнопарафіяльну школу, яку відвідували близько 20 дітей. Навчав їх грамоти відставний солдат. До початку XX століття село мало дерев'яну православну церкву, побудовану у 1897 році коштом мешканців села. За даними «Довідкової книги Катеринославської єпархії 1913 року» парафіян Вознесенської церкви (Вознесіння Господнього) у 1913 році налічувалось 1664 особи (включно с сусідніми селами Чистопілля, Михайлівка, Миколаївка, тa хуторянами), у селі було дві школи: одна церковно-приходська, інша — земська. Але не судилося тій церкві довго простояти, у 20-х роках за загадкових обставин вона згоріла, ймовірно була навмисно спалена більшовиками, які потім ще певний час використовували частину приміщення церкви як сховище для зерна. Те, що залишилось від церкви, остаточно розібрали нa будматеріали у 1935 році, не залишилось навіть фундаменту. Також відомо, що деякі ікони з церкви вдалося врятувати місцевим мешканцям. Це історичне місце нині має назву «церквище», на його території також розташовані залишки церковного цвинтаря, де знаходиться кілька старих поховань, зокрема напівзруйнований, пошкоджений вандалами гранітний надгробок контр-адмірала російського флоту Коцебу Петра Оттовича, сина мореплавця та дослідника нових земель, німця за походженням, Отто фон Коцебу. Коцебу Петро Оттович був останнім поміщиком села Пальмира. Штучний лісопарк у центрі села, біля Середнього ставка, був насаджений ним наприкінці XIX століття, і по теперішній час слугує місцем відпочинку селян.
В 1918 році село входить до складу Української Народної Республіки.
Внаслідок поразки Перших визвольних змагань село надовго окуповане радянськими загарбниками.
На початку 30-х років ХХ століття Радянським режимом були жорстоко репресовані та відправлені у заслання в різні райони Сибіру 12 заможних фермерів разом із сім'ями через спротив примусовій колективізації, яка проводилась в ті роки більшовиками. Це поклало край розвитку здорових ринкових відносин в селі тa загальмувало його економічний розвиток. Не оминув селян і Голодомор 1932—1933 років, суттєво зменшивши кількість населення. За спогадами місцевих мешканців, представники комуністичної влади тa ті з селян, хто їм допомагав, вилучали зерно, реманент та худобу в приватних господарствах, внаслідок чого багато людей померли голодною смертю. Навіть зараз під старими будинками тa в городах інколи знаходять таємні схованки, де доведені до відчаю люди ховали зерно від експропріаторів, намагаючись врятуватись від голоду. Комуністи, знаючи про це, використовували спеціальні довгі щупи для того, щоб знаходити місця розташування цих схованок. Старі люди, які пережили Голодомор, розповідали, що змушені були їсти траву та комах, щоб врятуватись.
Під час Другої Світової Війни село було окуповане військами Вермахту в період з 13 серпня 1941 року по жовтень 1943 року.
З жовтня 1943 року по серпень 1991 року село Пальмирівка знову знаходилось під радянською окупацією.
З 24 серпня 1991 року село входить до складу незалежної України.

### Цікаві факти
Назва одного з сільських ставків — Ливинівського, походить від реального прізвища давнього мешканця села — діда Ливинця, який жив поблизу цього ставка. За свідченнями місцевих мешканців, дід Ливинець був сільським скрипалем.
Місцеві (народні) назви вулиць часто не збігаються з їх офіційними назвами. Місцеві назви вулиць: Середня або Центральна (офіційна назва — вул. Центральна (до декомунізації 2016 року мала назву вул. Калініна)), Камчатка (продовження вул. Центральної), Собачівка (офіційна назва вул. Ковриги), Воробйова (офіційна назва — вул. Пушкіна), Косовка (офіційна назва — вул. Аришаки).
Через специфічну східнополіську вимову ненаголошеного звуку «о» в старі часи мешканців села інколи називали «литвини́» або «гапаки». Окремі елементи місцевої говірки мають поліське погодження. Наприклад лелеку мешканці села називають «бусол» — це найбільш вживана назва цього птаха нa Поліссі.

### Походження назви села
Стосовно назви села Пальмирівка (Пальмира) існує кілька версій. Найбільш правдоподібна версія говорить про те, що місцевий поміщик назвав село на честь стародавнього міста Пальміра. Варто зазначити, що ця назва є досить популярною в світі, наприклад Пальміра — це також назва низки міст в США (у штатах Іллінойс, Індіана, Мен, Міссурі, Небраска, Нью-Джерсі, Пенсільванія, Юта, Вірджинія, Вісконсин і ін.). Версія походження назви села за народною етимологією говорить про те, що «пан виміняв на двох собак Пальму і Міру п'ять сімей з Чернігівщини». Перші поселенці дійсно були з Чернігівщини, проте немає жодного документального підтвердження саме цієї версії, яка скоріше за все є вигадкою. У сучасній українській мові «Пальміра» — прозивна назва міст, архітектура яких вражає розкішшю та монументальністю.

## Демографія
Населення
- 1859 — 427 осіб
- 1915 — 775
- 2001 — 514
- 2008 — 434
- 2009 — 442
- 2010 — 413
- 2011 — 433
- 2012 — 428
- 2013 — 433
- 2014 — 435

Населення за останнім всеукраїнським переписом 2001 року становило 514 осіб, демографічна ситуація має тенденцію до зменшення кількості населення внаслідок перевищення смертності над народжуваністю, а також негативного сальдо міґрації.
Жителі Пальмирівки називають себе пальми́рівцями.

### Мовна ситуація
Розподіл населення за рідною мовою
Відповідно до результатів останнього перепису населення 2001 року, для більшості мешканців рідною є українська мова (92,02%), також є російськомовна меншина (5,25%), і для невеликого відсотку мешканців рідною є вірменська мова (1,17%).

## Економіка та інфраструктура
Село має загальноосвітню школу І-ІІ ст., фельдшерсько-акушерський пункт, аптеку, поштове відділення, дитячий садочок, кілька середніх та малих фермерських господарств, два універсальних магазини, шинок, палац культури з концертною залою, бібліотеку. Неподалік школи в центрі села знаходиться шкільний парк — популярна зона відпочинку місцевих мешканців. Розвинута житлово-комунальна сфера, зокрема населений пункт має централізований водогін з цілодобовим постачанням води, наявна повна газифікація всіх вулиць. Кількість домогосподарств станом нa 2013 рік — 166. Більшість населення зайнята у приватних фермерських господарствах та торгівлі.

## Відомі особистості
В поселенні народився:

## Галерея

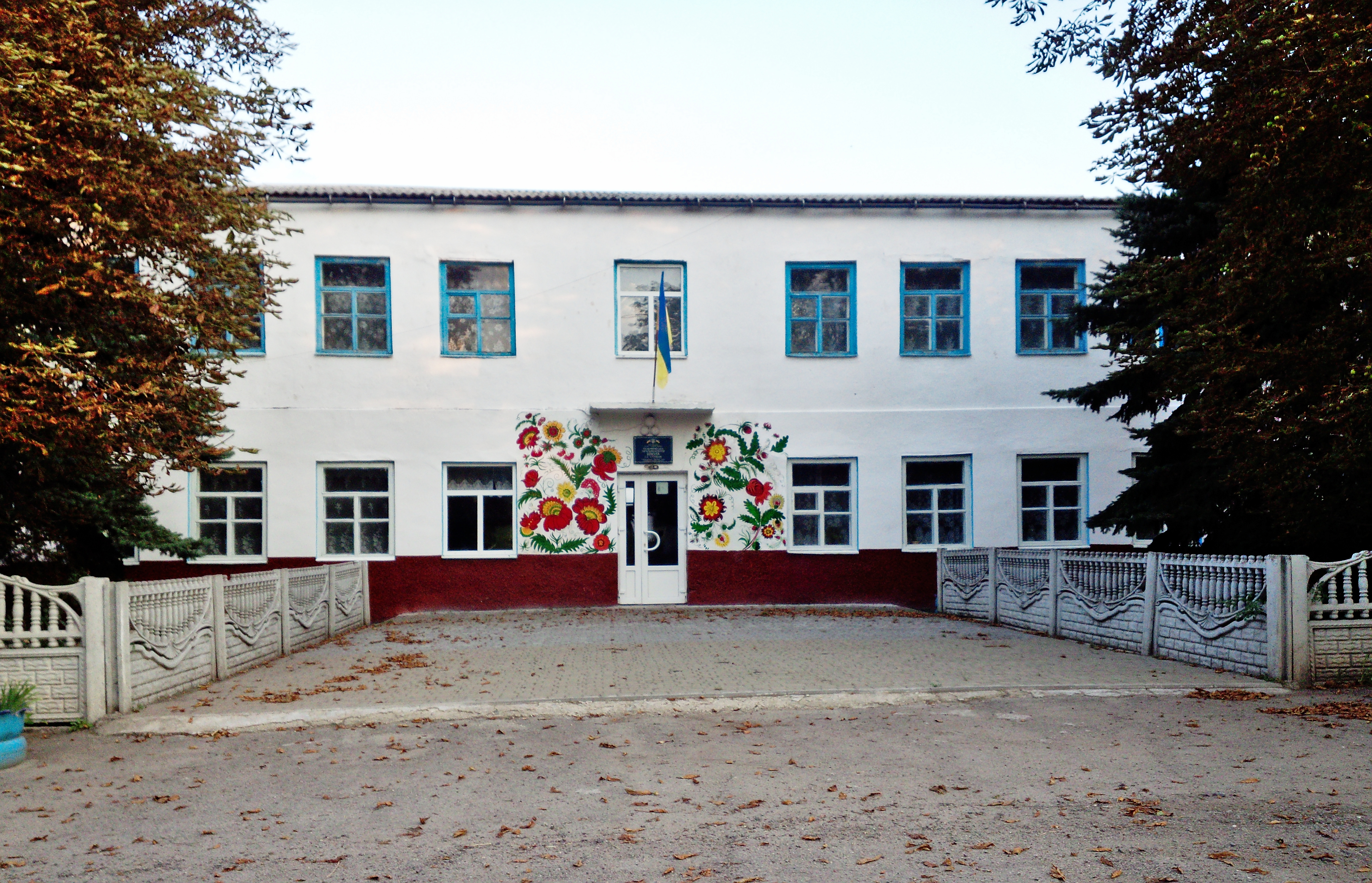
Пальмирівська середня загальноосвітня школа І-ІІ ст.
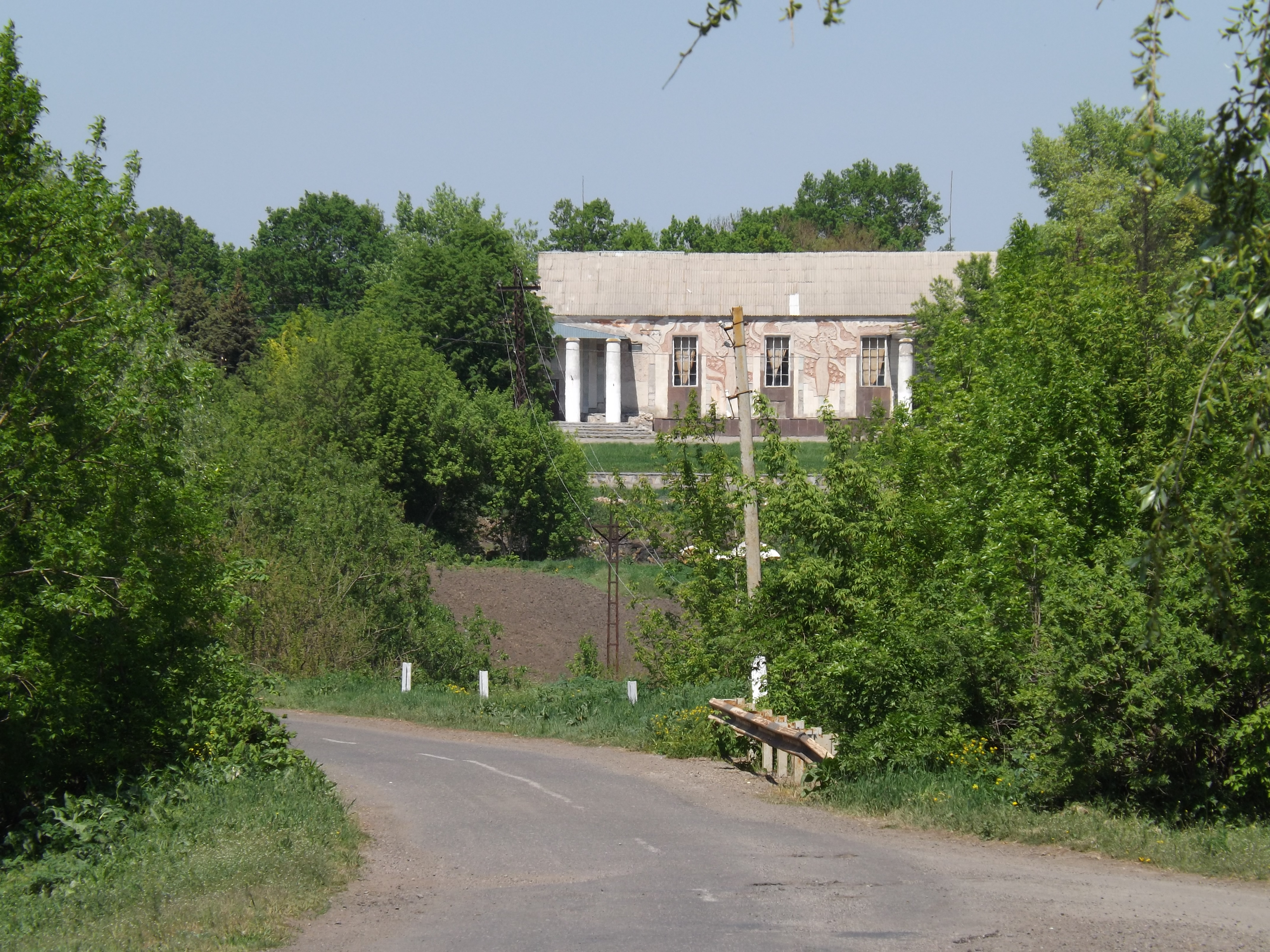
Вигляд на центральну частину села і будинок культури
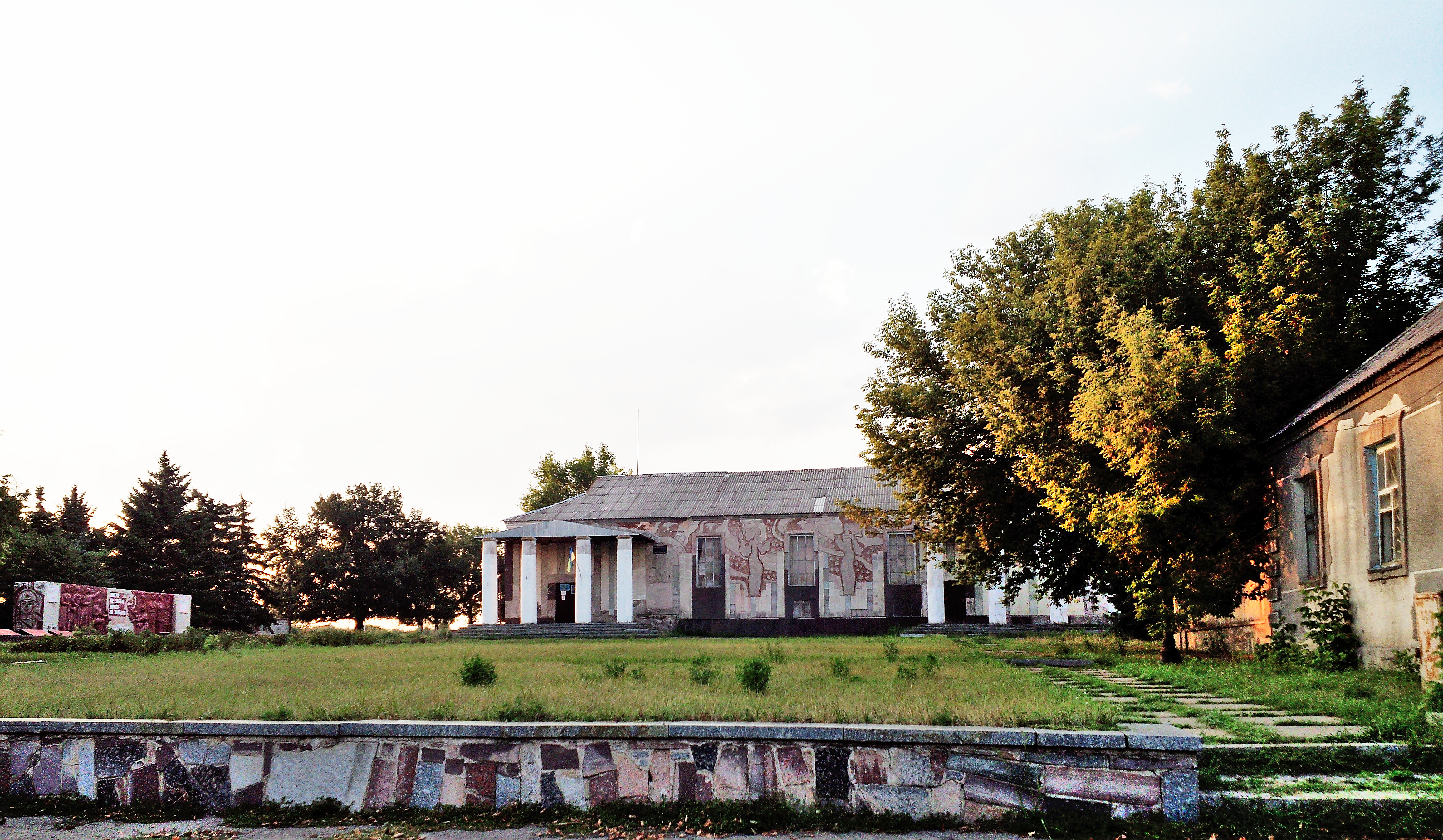
Будинок культури в селі Пальмирівка
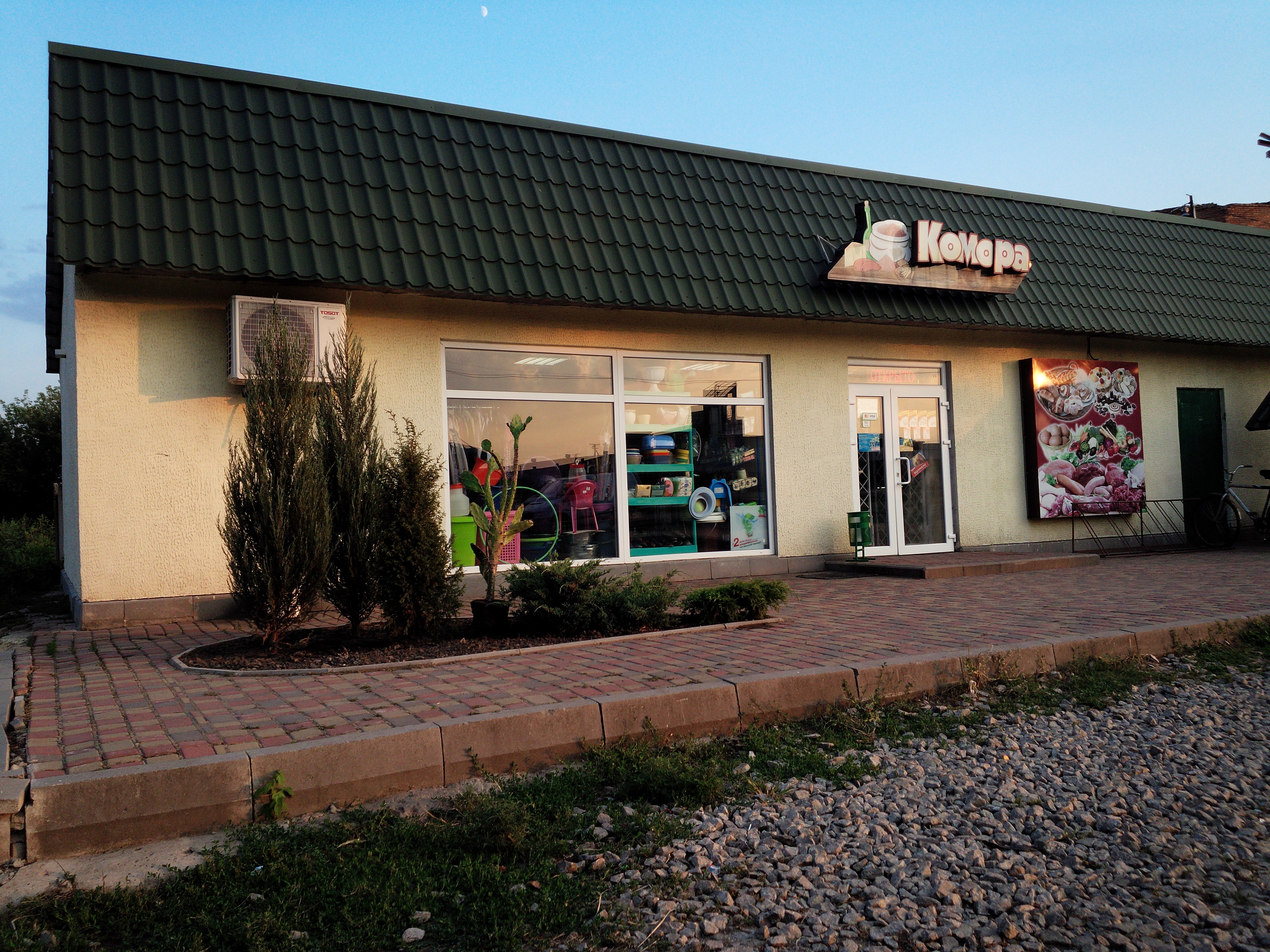
Універсальна крамниця в селі Пальмирівка
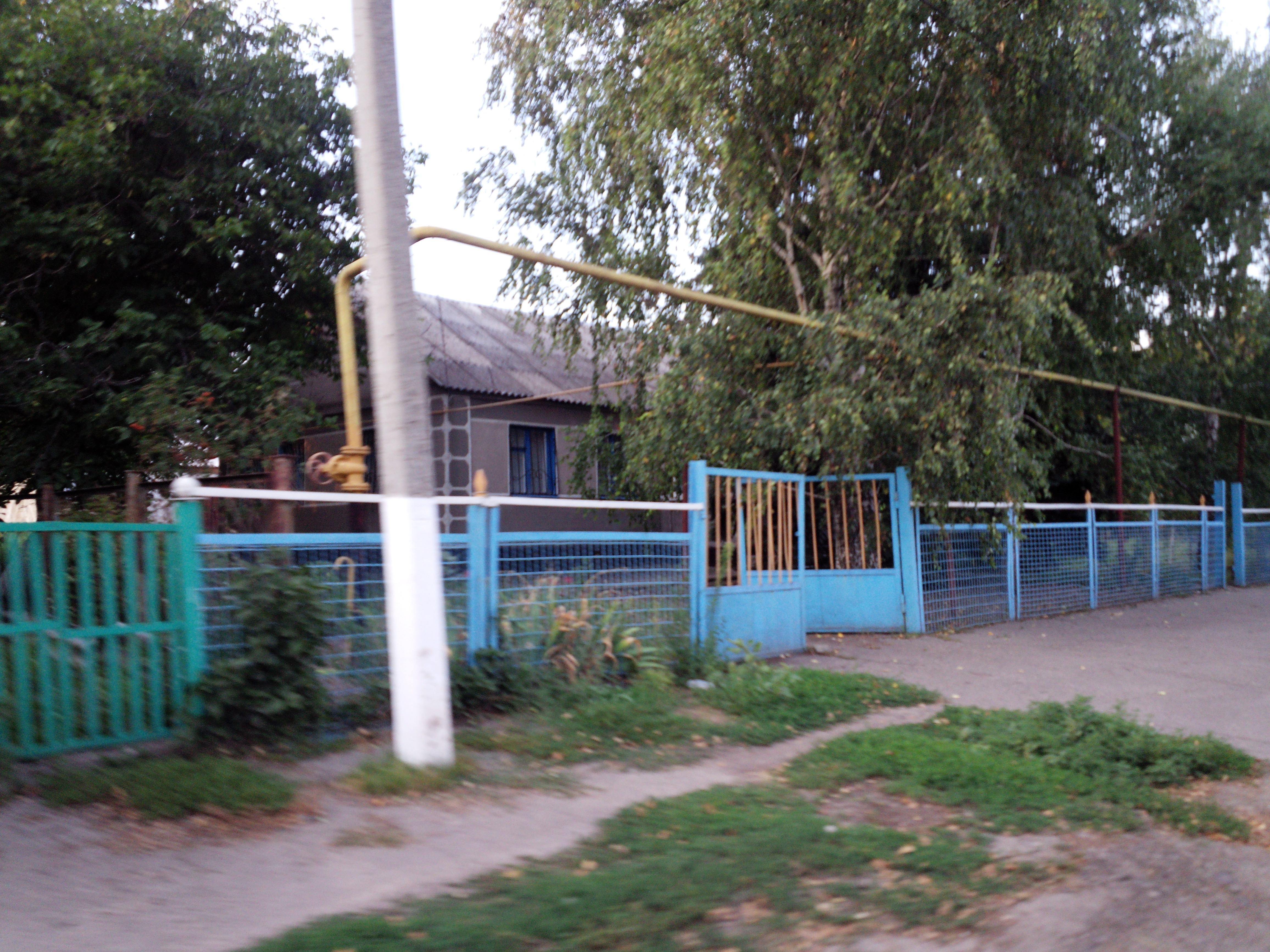
Будинок Пальмирівської сільради
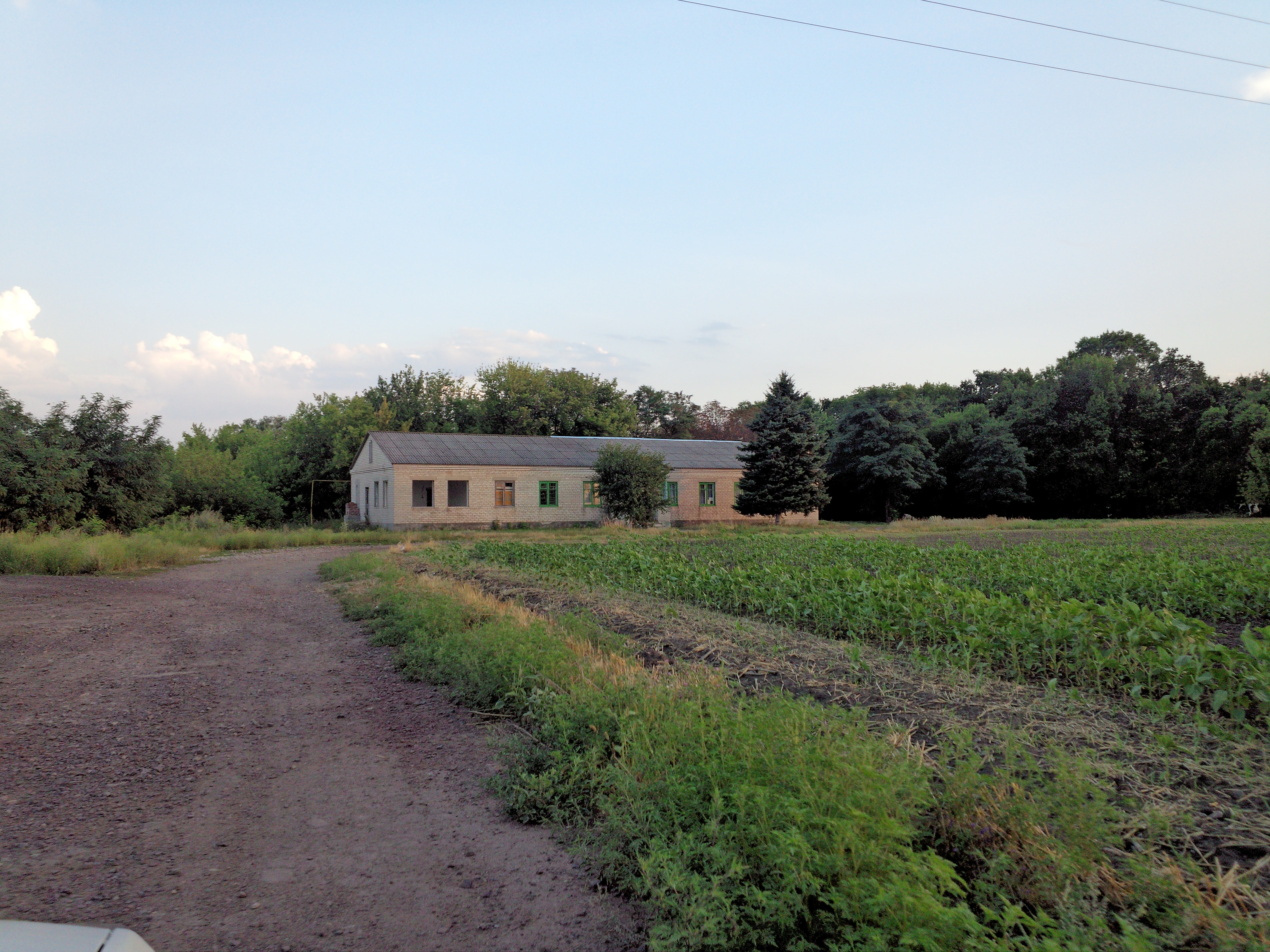
Будівля амбулаторії
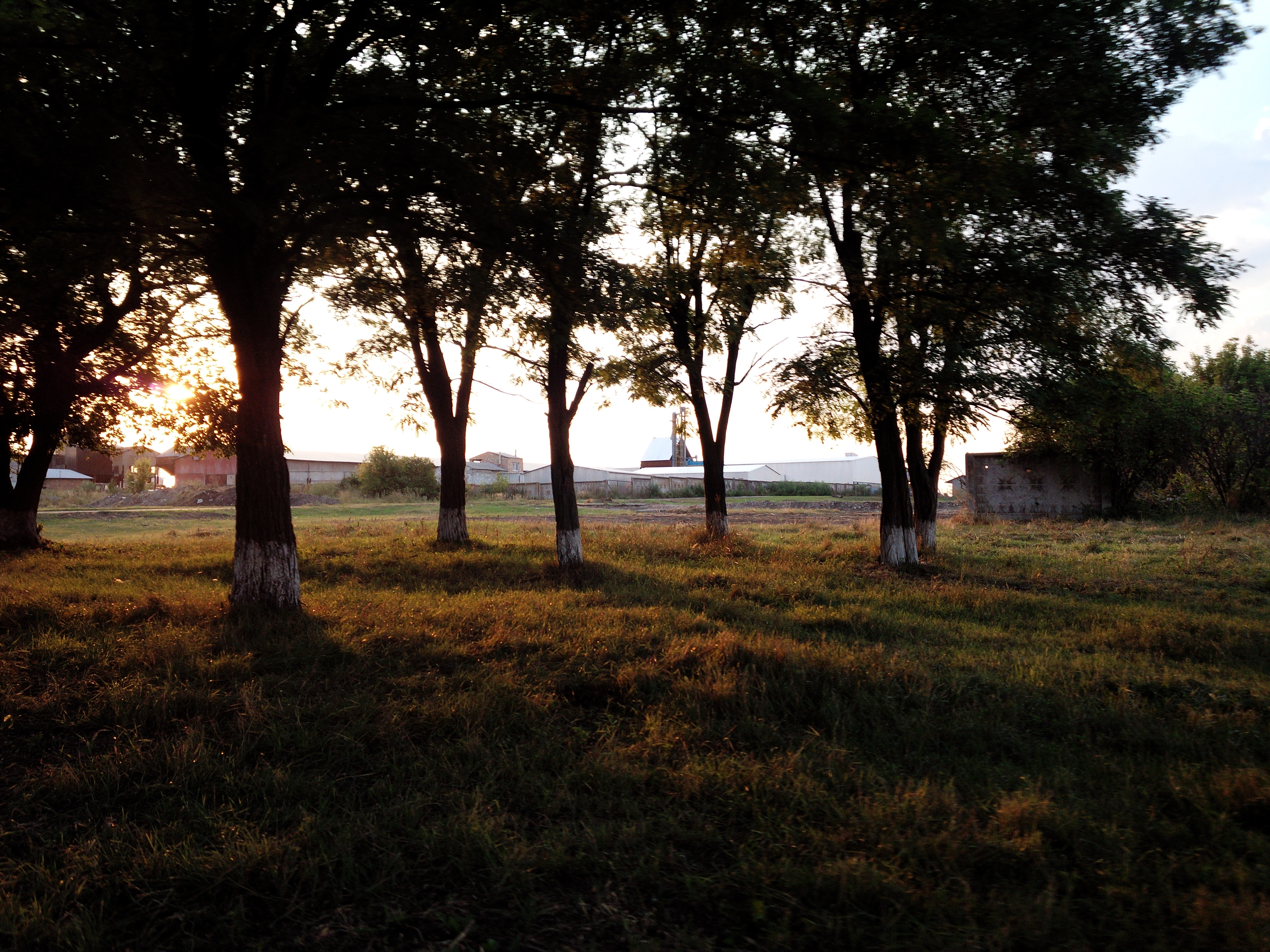
Вигляд на тваринницьку ферму з боку Центральної вулиці
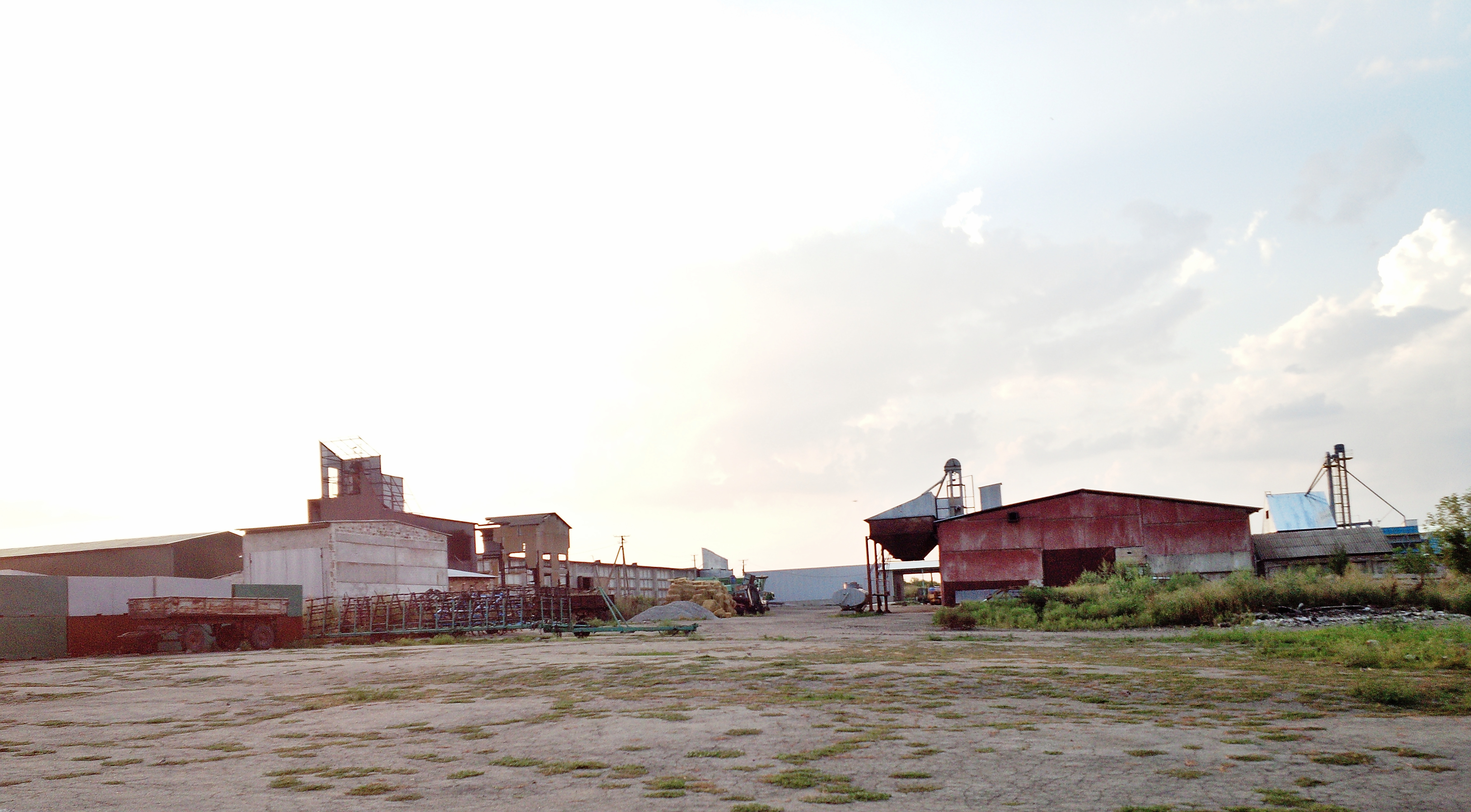
Фермерські склади та гаражі
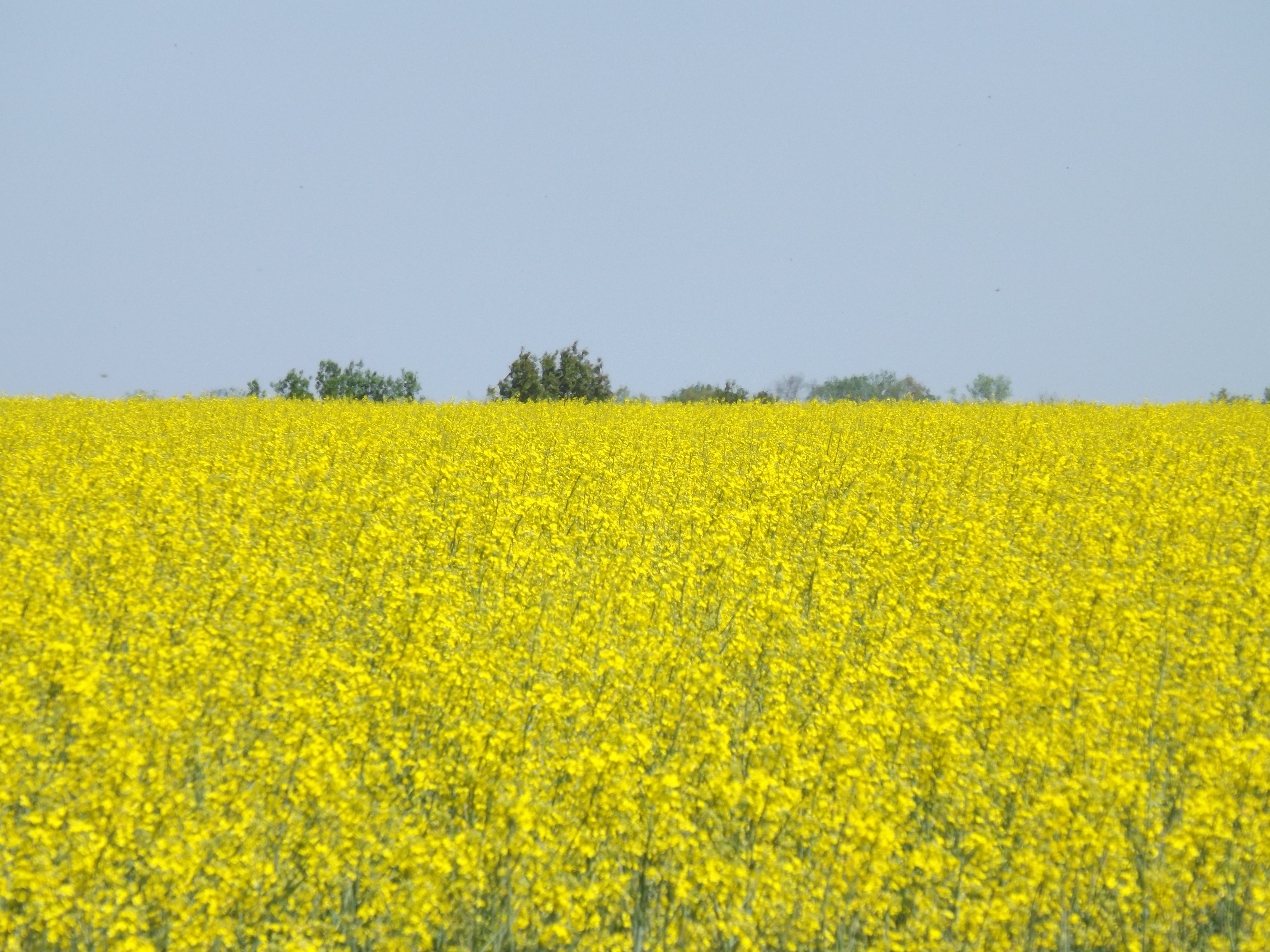
Посіви ріпаку на околиці Пальмирівки
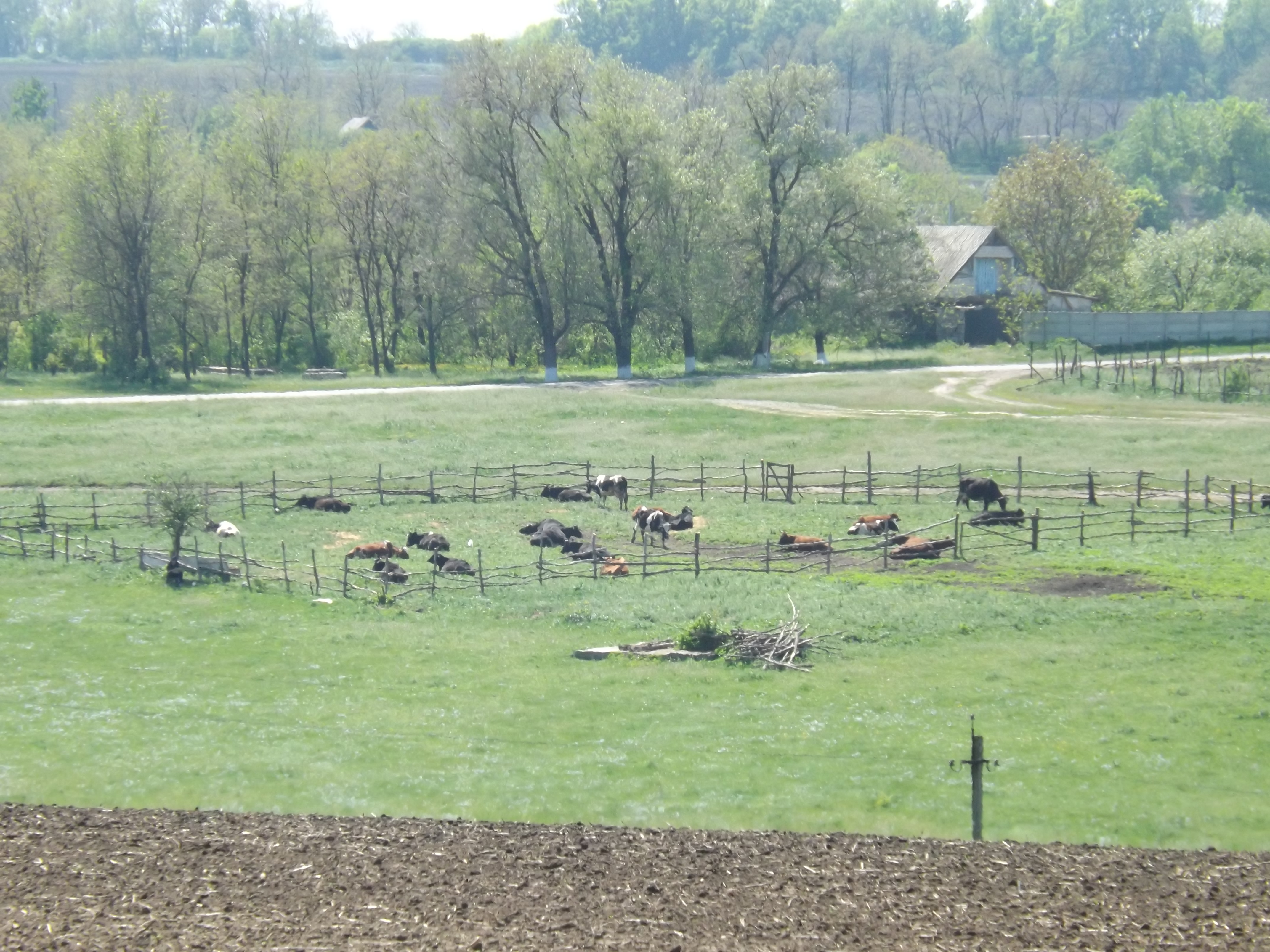
Тирло - літній загін для корів
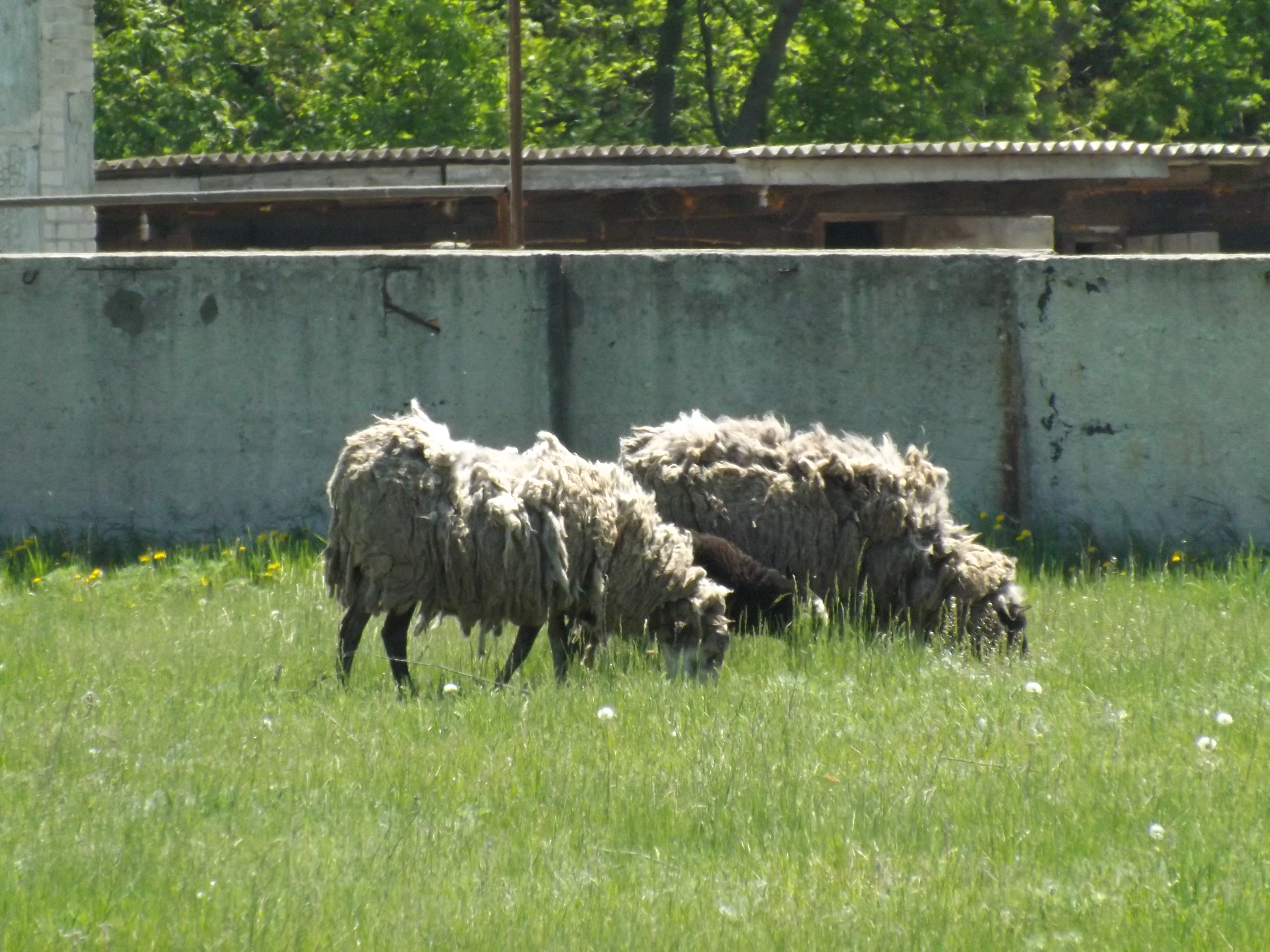
Вівці на випасі біля тваринницької ферми